# Wojsławice-Kolonia
Wojsławice-Kolonia – kolonia w Polsce położona w województwie lubelskim, w powiecie chełmskim, w gminie Wojsławice.
W latach 1975–1998 miejscowość należała administracyjnie do województwa chełmskiego.
Kolonia jest sołectwem w gminie Wojsławice.
Wierni Kościoła rzymskokatolickiego należą do parafii św. Michała Archanioła w Wojsławicach.